# Turn- und Sportverein Havelse 1912 2021-2022
Questa voce raccoglie le informazioni riguardanti il Turn- und Sportverein Havelse 1912 nelle competizioni ufficiali della stagione 2021-2022.

## Stagione
Nella stagione 2021-2022 l'Havelse, allenato da Rüdiger Ziehl, concluse il campionato di 3. Liga al 19º posto e fu retrocesso in Regionalliga.

## Rosa
| N. |                     | Ruolo | Calciatore         |
| -- | ------------------- | ----- | ------------------ |
| 2  | Germania (bandiera) | D     | Erik Henschel      |
| 3  | Germania (bandiera) | D     | Marco Schleef      |
| 5  | Germania (bandiera) | D     | Jonas Sonnenberg   |
| 6  | Germania (bandiera) | C     | Nils Piwernetz     |
| 7  | Germania (bandiera) | C     | Vico Meien         |
| 8  | Germania (bandiera) | A     | Julius Langfeld    |
| 9  | Germania (bandiera) | A     | Julius Düker       |
| 10 | Germania (bandiera) | C     | Deniz Cicek        |
| 11 | Germania (bandiera) | C     | Yannik Jaeschke    |
| 12 | Germania (bandiera) | P     | Tobias Stirl       |
| 13 | Germania (bandiera) | D     | Niklas Teichgräber |
| 14 | Germania (bandiera) | A     | Leon Damer         |
| 15 | Canada (bandiera)   | C     | Kianz Froese       |
| 16 | Germania (bandiera) | A     | Torben Engelking   |

| N. |                     | Ruolo | Calciatore            |
| -- | ------------------- | ----- | --------------------- |
| 17 | Germania (bandiera) | A     | Ilir Qela             |
| 18 | Germania (bandiera) | C     | Fynn-Luca Lakenmacher |
| 19 | Germania (bandiera) | D     | Fynn Arkenberg        |
| 20 | Germania (bandiera) | D     | Tobias Fölster        |
| 22 | Germania (bandiera) | P     | Norman Quindt         |
| 23 | Germania (bandiera) | C     | Linus Meyer           |
| 24 | Germania (bandiera) | C     | Noah Plume            |
| 25 | Germania (bandiera) | C     | Oliver Daedlow        |
| 26 | Germania (bandiera) | D     | Niklas Tasky          |
| 27 | Svizzera (bandiera) | C     | Leonardo Gubinelli    |
| 28 | Germania (bandiera) | C     | Julian Rufidis        |
| 35 | Germania (bandiera) | P     | Alexander Dlugaiczyk  |
| 39 | Germania (bandiera) | D     | Florian Riedel        |

## Organigramma societario
Area tecnica
- Allenatore: Rüdiger Ziehl
- Allenatore in seconda: Yannic Thiel
- Preparatore dei portieri: Marc Windhorn
- Preparatori atletici: Claas Benk

## Calciomercato

### Sessione estiva
| Acquisti | Acquisti       | Acquisti      | Acquisti |
| R.       | Nome           | da            | Modalità |
| -------- | -------------- | ------------- | -------- |
| C        | Kianz Froese   | Saarbrücken   |          |
| C        | Nils Piwernetz | Norimberga II |          |
| D        | Fynn Arkenberg | Rödinghausen  |          |
| C        | Oliver Daedlow | Hansa Rostock |          |
| A        | Julius Düker   | Meppen        |          |
| C        | Linus Meyer    | Altglienicke  |          |

| Cessioni | Cessioni          | Cessioni                     | Cessioni |
| R.       | Nome              | a                            | Modalità |
| -------- | ----------------- | ---------------------------- | -------- |
| C        | Nikos Elfert      | Germania Egestorf/Langreder  |          |
| A        | Jannis Neugebauer | TSV Krähenwinkel/Kaltenweide |          |
| P        | Antonio Brandt    | Hildesheim                   |          |
| C        | Max Kummer        | HSC Hannover                 |          |
| A        | Kevin Schumacher  | Hansa Rostock                |          |

### Sessione invernale
| Acquisti | Acquisti           | Acquisti   | Acquisti |
| R.       | Nome               | da         | Modalità |
| -------- | ------------------ | ---------- | -------- |
| C        | Leonardo Gubinelli | Basilea II |          |

| Cessioni | Cessioni | Cessioni | Cessioni |
| R.       | Nome     | a        | Modalità |
| -------- | -------- | -------- | -------- |

## Risultati

### 3. Liga

#### Girone di andata
| Arbitro: | Sather |

|  |           |            |
|  | Marcatori | 19’ Gouras |

| Arbitro: | Kessel |

|                                            |           |  |
| Ademi 26’ Stoppelkamp 66’ (rig.) Pusch 68’ | Marcatori |  |

| Arbitro: | Braun |

|              |           |                                                  |
| Jaeschke 48’ | Marcatori | 37’ Krempicki 85’ (rig.) Atik 90’ (rig.) Brünker |

| Arbitro: | Müller |

|                         |           |              |
| Nilsson 66’, 90’ (rig.) | Marcatori | 82’ Jaeschke |

| Arbitro: | Burda |

|  |           |                                   |
|  | Marcatori | 6’ Slišković 22’ Kuhn 80’ Vrenezi |

| Arbitro: | Haslberger |

|            |           |  |
| Krüger 75’ | Marcatori |  |

| Arbitro: | Schwengers |

|  |           |            |
|  | Marcatori | 69’ Tachie |

| Würzburg 11 settembre 2021, ore 14:00 CEST 8ª giornata | Kickers Würzburg | 0 – 0 referto | Havelse | flyeralarm Arena (3 676 spett.)\| Arbitro: \| Ballweg \| |
| Arbitro:                                               | Ballweg          |               |         |                                                          |

| Arbitro: | Winter |

|                   |           |  |
| Froese 33’ (rig.) | Marcatori |  |

| Arbitro: | Kampka |

|                             |           |                                             |
| Kapp 18’ Jopek 36’ Menz 60’ | Marcatori | 27’ Froese 57’ Düker 69’ Langfeld 80’ Meyer |

| Arbitro: | Lechner |

|  |           |                                                                  |
|  | Marcatori | 11’ Ritter 17’ Kraus 30’ Wunderlich 44’ Hercher 48’, 56’ Hanslik |

| Arbitro: | Stegemann |

|                                                       |           |                            |
| Putaro 12’, 21’ Petkov 15’ Schmitt 59’ Schwermann 71’ | Marcatori | 10’, 65’ Fölster 50’ Damer |

| Arbitro: | Petersen |

|  |           |                                                     |
|  | Marcatori | 25’ Consbruch 65’ Schultz 68’ Lauberbach 88’ Müller |

| Arbitro: | Hildenbrand |

|                          |           |  |
| Baumann 49’ Schikora 57’ | Marcatori |  |

| Arbitro: | Hussein |

|                     |           |              |
| Lakenmacher 8’, 18’ | Marcatori | 45’ Eberwein |

| Friburgo in Brisgovia 20 novembre 2021, ore 14:00 CET 16ª giornata | Friburgo II | 0 – 0 referto | Havelse | Dreisamstadion (950 spett.)\| Arbitro: \| Bauer \| |
| Arbitro:                                                           | Bauer       |               |         |                                                    |

| Arbitro: | Schwengers |

|                   |           |                                        |
| Jaeschke 51’, 85’ | Marcatori | 8’ (aut.) Fölster 32’ Bär 55’ Biankadi |

| Osnabrück 5 dicembre 2021, ore 14:00 CET 18ª giornata | Osnabrück | 0 – 0 referto | Havelse | Stadion an der Bremer Brücke (6 098 spett.)\| Arbitro: \| Greif \| |
| Arbitro:                                              | Greif     |               |         |                                                                    |

| Arbitro: | Braun |

|           |           |                           |
| Plume 47’ | Marcatori | 5’ Costly 88’ Schnatterer |

#### Girone di ritorno
| Arbitro: | Eckermann |

|                                 |           |                      |
| Jänicke 34’ Günther-Schmidt 78’ | Marcatori | 61’, 68’ Lakenmacher |

| Arbitro: | Hildenbrand |

|  |           |                 |
|  | Marcatori | 55’ Stoppelkamp |

| Arbitro: | Gerach |

|          |           |           |
| Bell 11’ | Marcatori | 69’ Damer |

| Arbitro: | Greif |

|  |           |              |
|  | Marcatori | 18’ Lankford |

| Arbitro: | Stegemann |

|  |           |              |
|  | Marcatori | 53’ Jaeschke |

| Arbitro: | Lechner |

|                                  |           |  |
| Damer 34’ Froese 51’, 74’ (rig.) | Marcatori |  |

| Arbitro: | Müller |

|            |           |  |
| Tachie 72’ | Marcatori |  |

| Arbitro: | Burda |

|               |           |                                            |
| Arkenberg 73’ | Marcatori | 25’ Strohdiek 71’ Herrmann 84’ (rig.) Sané |

| Colonia 25 febbraio 2022, ore 19:00 CET 28ª giornata | Viktoria Colonia | 0 – 0 referto | Havelse | Sportpark Höhenberg (2 469 spett.)\| Arbitro: \| Eckermann \| |
| Arbitro:                                             | Eckermann        |               |         |                                                               |

| Arbitro: | Oldhafer |

|               |           |           |
| Gubinelli 21’ | Marcatori | 11’ Gunte |

| Arbitro: | Ittrich |

|                                 |           |  |
| Boyd 12’ Hercher 53’ Ritter 73’ | Marcatori |  |

| Arbitro: | Kessel |

|               |           |                                           |
| Engelking 82’ | Marcatori | 12’ Petkov 34’ (rig.) Putaro 66’ Ochojski |

| Arbitro: | Stieler |

|                                         |           |                          |
| Fölster 34’ (aut.), 64’ (aut.) Marx 90’ | Marcatori | 44’ Lakenmacher 90’ Qela |

| Arbitro: | Willenborg |

|  |           |                                      |
|  | Marcatori | 20’ Lokotsch 65’ Baumann 81’ Nkansah |

| Arbitro: | Glaser |

|          |           |               |
| Huth 24’ | Marcatori | 32’ Arkenberg |

| Arbitro: | Hildenbrand |

|            |           |  |
| Froese 28’ | Marcatori |  |

| Arbitro: | Ballweg |

|                           |           |  |
| Belkahia 51’ Bär 81’, 89’ | Marcatori |  |

| Arbitro: | Hanslbauer |

|  |           |              |
|  | Marcatori | 81’ Gugganig |

| Arbitro: | Dingert |

|                                                                                    |           |  |
| Schnatterer 3’ Verlaat 21’ Rossipal 45’ (rig.) Kother 57’, 83’ Sohm 61’ Wagner 78’ | Marcatori |  |

## Statistiche

### Statistiche di squadra
| Competizione | Punti | In casa | In casa | In casa | In casa | In casa | In casa | In trasferta | In trasferta | In trasferta | In trasferta | In trasferta | In trasferta | Totale | Totale | Totale | Totale | Totale | Totale | DR  |
| Competizione | Punti | G       | V       | N       | P       | Gf      | Gs      | G            | V            | N            | P            | Gf           | Gs           | G      | V      | N      | P      | Gf     | Gs     | DR  |
| ------------ | ----- | ------- | ------- | ------- | ------- | ------- | ------- | ------------ | ------------ | ------------ | ------------ | ------------ | ------------ | ------ | ------ | ------ | ------ | ------ | ------ | --- |
| 3. Liga      | 23    | 18      | 4       | 1       | 13      | 14      | 34      | 18           | 1            | 7            | 10           | 14           | 37           | 36     | 5      | 8      | 23     | 28     | 71     | -43 |
| Totale       | 23    | 18      | 4       | 1       | 13      | 14      | 34      | 18           | 1            | 7            | 10           | 14           | 37           | 36     | 5      | 8      | 23     | 28     | 71     | -43 |

### Andamento in campionato
| Giornata  | 1  | 2  | 3  | 4  | 5  | 6  | 7  | 8  | 9  | 10 | 11 | 12 | 13 | 14 | 15 | 16 | 17 | 18 | 19 | 20 | 21 | 22 | 23 | 24 | 25 | 26 | 27 | 28 | 29 | 30 | 31 | 32 | 33 | 34 | 35 | 36 | 37 | 38 |
| --------- | -- | -- | -- | -- | -- | -- | -- | -- | -- | -- | -- | -- | -- | -- | -- | -- | -- | -- | -- | -- | -- | -- | -- | -- | -- | -- | -- | -- | -- | -- | -- | -- | -- | -- | -- | -- | -- | -- |
| Luogo     | C  | T  | C  | T  | C  | T  | C  | T  | C  | T  | C  | T  | C  | T  | C  | T  | C  | T  | C  | T  | C  | T  | C  | T  | C  | T  | C  | T  | C  | T  | C  | T  | C  | T  | C  | T  | C  | T  |
| Risultato | P  | P  | P  | P  |    | P  | P  | N  | V  | V  | P  | P  | P  | P  | V  | N  | P  | N  | P  | N  | P  | N  | P  |    | V  | P  | P  | N  | N  | P  | P  | P  | P  | N  | V  | P  | P  | P  |
| Posizione | 16 | 20 | 20 | 20 | 20 | 20 | 20 | 19 | 19 | 18 | 19 | 19 | 19 | 19 | 19 | 19 | 19 | 19 | 19 | 19 | 19 | 19 | 19 | 19 | 18 | 18 | 19 | 19 | 19 | 19 | 19 | 19 | 19 | 19 | 19 | 19 | 19 | 19 |

Legenda:

Luogo: C = Casa; T = Trasferta. Risultato: V = Vittoria; N = Pareggio; P = Sconfitta.

### Statistiche dei giocatori
| F. Arkenberg   | 31 | 2 | 6 | 0 |
| D. Cicek       | 10 | 0 | 1 | 0 |
| O. Daedlow     | 23 | 0 | 2 | 0 |
| L. Damer       | 31 | 3 | 1 | 0 |
| A. Dlugaiczyk  | 1  | 0 | 0 | 0 |
| J. Düker       | 30 | 1 | 8 | 0 |
| T. Engelking   | 10 | 1 | 0 | 0 |
| K. Froese      | 32 | 5 | 6 | 0 |
| T. Fölster     | 32 | 2 | 2 | 1 |
| L. Gubinelli   | 14 | 1 | 1 | 0 |
| E. Henschel    | 0  | 0 | 0 | 0 |
| Y. Jaeschke    | 30 | 5 | 5 | 1 |
| D. Kina        | 3  | 0 | 0 | 0 |
| F. Lakenmacher | 36 | 5 | 2 | 1 |
| J. Langfeld    | 25 | 1 | 5 | 0 |
| V. Meien       | 10 | 0 | 1 | 0 |
| L. Meyer       | 22 | 1 | 4 | 0 |
| N. Piwernetz   | 16 | 0 | 1 | 0 |
| N. Plume       | 34 | 1 | 7 | 0 |
| I. Qela        | 2  | 1 | 0 | 0 |
| N. Quindt      | 37 | 0 | 3 | 0 |
| F. Riedel      | 36 | 0 | 3 | 0 |
| J. Rufidis     | 9  | 0 | 0 | 0 |
| M. Schleef     | 2  | 0 | 0 | 0 |
| J. Sonnenberg  | 3  | 0 | 1 | 0 |
| T. Stirl       | 1  | 0 | 0 | 0 |
| N. Tasky       | 24 | 0 | 5 | 0 |
| N. Teichgräber | 36 | 0 | 6 | 0 |